# Wolfgang Tilgner
Wolfgang Tilgner (* 25. September 1932 in Zobten; † 30. Januar 2011 in Berlin) war ein deutscher Lyriker, Texter von Rock- und Schlagertexten und Sachbuchautor. Bekannt geworden ist er vor allem durch seine jahrelange Zusammenarbeit mit den Puhdys.

## Leben
Tilgner legte 1951 sein Abitur an der Thomasschule zu Leipzig ab. Nach dem Abitur sollte er Lehrer werden, war aber sehr theaterinteressiert und plante eine Arbeit als Dramaturg. Jedoch war 1956 nach Ende seines Studiums der Theaterwissenschaften, Wirtschaftswissenschaften und Germanistik an der Karl-Marx-Universität Leipzig keine entsprechende Stelle frei. So ging er mit seiner damaligen Frau nach Oranienburg, um dort als Lehrer zu arbeiten.
Von 1962 bis 1982 war er Dramaturg am Berliner Friedrichstadtpalast, wo er seine spätere Frau, Hanna-Maria Fischer kennenlernte, die damals dort als Tänzerin arbeitete. Tilgner schrieb Gedichte. Eine kleine Sammlung seiner Werke erschien 1969 in der Reihe Poesiealbum, ein eigener Lyrikband 1971 im Mitteldeutschen Verlag. Außerdem betätigte er sich als Literaturkritiker und Lektor.
Hanna-Maria Fischer hatte bei einer gemeinsamen Tournee die Puhdys kennengelernt und vermittelte den Kontakt zu ihrem Mann. 1971 begann ihre Zusammenarbeit, während der Tilgner die meisten Lieder der Band textete. 1982 wurden Band und Texter mit dem Nationalpreis der DDR ausgezeichnet. Daneben schrieb Tilgner für eine Reihe weiterer Interpreten.
1982 beendete er seine Tätigkeit für den Friedrichstadtpalast, ein Jahr später endete die Zusammenarbeit mit den Puhdys. Tilgner arbeitete fortan als freischaffender Schriftsteller. Er veröffentlichte eine Reihe von Büchern, vor allem zur Pop- und Rockmusik.
Tilgner und Fischer lebten von 1975 bis zu Tilgners Tod in Hohen Neuendorf.
Tilgner war von 1968 bis 1989 als IME Pergamon des Ministeriums für Staatssicherheit der DDR tätig. Joachim Walther führte aus, dass Tilgner in jener Zeit sowohl über seine Tätigkeit im Friedrichstadtpalast als auch über die DDR-Rockszene und den Schriftstellerverband umfangreich berichtete.

## Werke

### Liedtexte
Tilgner arbeitete von 1971 bis 1983 mit den Puhdys zusammen, von ihm stammen die Texte zu 70 % des Materials der Band jener Jahre.
Des Weiteren textete er für eine Reihe weiterer Interpreten, unter anderem für Dagmar Frederic, Chris Doerk, Frank Schöbel, Kreis oder Electra, sowie für seine Frau, Hanna-Maria Fischer, die als Chansonsängerin wirkte.

### Bücher
- Gaius Valerius Catullus, Sämtliche Gedichte, Dieterich, Leipzig 1967 (als Übersetzer und Herausgeber)
- Poesiealbum, Heft 25, Verlag Neues Leben, Berlin 1969
- Über mein Gesicht gehen die Tage : Gedichte, Mitteldeutscher Verlag, Halle 1971
- Das älteste Handwerk. Gedichte, Mitteldeutscher Verlag, Halle 1974 (mit Illustrationen von Egbert Herfurth)
- Die Puhdys (mit Volker Ettelt), Lied der Zeit, Berlin 1983
- Elvis Presley, Lied der Zeit, Berlin 1986
- Liebesleben, Henschel-Verlag, Berlin 1989
- Open Air. Monterey, Woodstock, Altamont, Lied der Zeit, Berlin 1990
- Psalmen, Pop und Punk, Henschel-Verlag Berlin, 1993